# Amata chroma
Amata chroma är en fjärilsart som beskrevs av Swinhoe 1892. Amata chroma ingår i släktet Amata och familjen björnspinnare. Inga underarter finns listade i Catalogue of Life.